# Liste der Kulturdenkmale in Breitenfelde
In der Liste der Kulturdenkmale in Breitenfelde sind alle Kulturdenkmale der schleswig-holsteinischen Gemeinde Breitenfelde (Kreis Herzogtum Lauenburg) aufgelistet (Stand: 10. März 2025).

## Legende
In den Spalten befinden sich folgende Informationen:
- Objekt-ID: die Nummer des Kulturdenkmales
- Lage: die Adresse des Kulturdenkmales und die geographischen Koordinaten. Kartenansicht, um Koordinaten zu setzen. In der Kartenansicht sind Kulturdenkmale ohne Koordinaten mit einem roten Marker dargestellt und können in der Karte gesetzt werden. Kulturdenkmale ohne Bild sind mit einem blauen Marker gekennzeichnet, Kulturdenkmale mit Bild mit einem grünen Marker.
- Offizielle Bezeichnung: Bezeichnung des Kulturdenkmales
- Beschreibung: die Beschreibung des Kulturdenkmales
- Bild: ein Bild des Kulturdenkmales

## Sachgesamtheiten
| Objekt-ID      | Lage                                      | Offizielle Bezeichnung | Beschreibung | Bild                             |
| -------------- | ----------------------------------------- | ---------------------- | --- | -------------------------------- |
| 40567 Wikidata | Dorfstraße (53° 36′ 20″ N, 10° 38′ 11″ O) | Kirche Breitenfelde    | Aktualisierung vorgesehen - Begründung: geschichtlich, künstlerisch, städtebaulich, Kulturlandschaft prägend - Schutzumfang: Kirche mit Ausstattung, Kirchhof, Grabmale bis 1870, - Granitböschungsmauern, Kirchhofspforten, Lindenallee | weitere Fotos \| Fotos hochladen |

## Bauliche Anlagen
| Objekt-ID     | Lage                                         | Offizielle Bezeichnung | Beschreibung | Bild            |
| ------------- | -------------------------------------------- | ---------------------- | --- | --------------- |
| 9274 Wikidata | Dorfstraße 26 (53° 36′ 17″ N, 10° 38′ 19″ O) | Pastorat               | Alteintragung (Aktualisierung vorgesehen) - Begründung: geschichtlich, künstlerisch - Schutzumfang: gesamtes Objekt - Denkmaltyp: Bauliche Anlage                                                                             | Fotos hochladen |
| 609 Wikidata  | Dorfstraße (53° 36′ 20″ N, 10° 38′ 11″ O)    | Kirche Breitenfelde    | Kirche mit Ausstattung; Alteintragung (Aktualisierung vorgesehen) - Begründung: geschichtlich, künstlerisch, städtebaulich - Schutzumfang: gesamtes Objekt - Denkmaltyp: Bauliche Anlage, Sachgesamtheit: Kirche Breitenfelde | BW              |

## Gründenkmal
| Objekt-ID      | Lage                                      | Offizielle Bezeichnung | Beschreibung | Bild |
| -------------- | ----------------------------------------- | ---------------------- | --- | ---- |
| 20768 Wikidata | Dorfstraße (53° 36′ 19″ N, 10° 38′ 11″ O) | Kirchhof               | Alteintragung (Aktualisierung vorgesehen) - Begründung: geschichtlich, Kulturlandschaft prägend - Schutzumfang: Kirchhof, Grabmale bis 1870, Granitböschungsmauern, Kirchhofspforten, Lindenallee - Denkmaltyp: Gründenkmal, Sachgesamtheit: Kirche Breitenfelde | BW   |